# Фінцешть
Фінцешть, Фінцешті (рум. Fințești) — село у повіті Бузеу в Румунії. Входить до складу комуни Неєнь.
Село розташоване на відстані 77 км на північ від Бухареста, 28 км на захід від Бузеу, 128 км на захід від Галаца, 91 км на південний схід від Брашова.

## Населення
За даними перепису населення 2002 року у селі проживали 743 особи, усі — румуни. Усі жителі села рідною мовою назвали румунську.